# 더 레이오버
《더 레이오버》(영어: The Layover)는 미국에서 제작된 윌리엄 H. 머시 감독의 2017년 섹스 코미디 영화이다. 알렉산드라 다다리오, 케이트 업턴 등이 출연하였다.

## 출연
- 알렉산드라 다다리오
- 케이트 업턴
- 맷 바
- 맷 L. 존스
- 롭 코드리
- 칼 펜
- 몰리 섀넌
- 캐리 겐젤